# Лазаренко, Иван Сидорович
Иван Сидорович Лазаре́нко (26 сентября [8 октября] 1895, Михайловская, Кубанская область — 26 июня 1944, Чаусский район, Могилёвская область) — советский военачальник, Герой Советского Союза (21.07.1944, посмертно). Генерал-майор (4.06.1940). Полный Георгиевский кавалер.

## Молодость и Первая мировая война
Родился 26 сентября (8) октября 1895 в бедной семье в кубанской станице Старо-Михайловская (ныне Курганинский район, Краснодарский край). Семья была многодетной (четверо сыновей и пять дочерей). Отец, кроме ведения крестьянского хозяйства, шил на заказ кожухи и обувь. Из-за бедности Иван смог окончить только церковно-приходскую школу, потом уехал работать на шахту под Ростов-на-Дону.
Служил в Русской императорской армии с мая 1915 года. Сначала был зачислен в 5-й пограничный Амурский полк. В сентябре 1915 года направлен на Западный фронт Первой мировой войны в состав 107-го Серго-Троицкого кавалерийского полка. В нём окончил учебную команду. За боевые отличия был произведен в старшие унтер-офицеры, более года командовал взводом, пять месяцев был знаменщиком полка. Многократно награждался за храбрость в боях, кавалер четырёх Георгиевских крестов (позднее, в 1921 году, сдал свои Георгиевские кресты и медали в фонд в пользу голодающих Поволжья). 27 сентября 1917 года по болезни отправлен с фронта в Саратов в 3-й пулемётный полк. Там вахмистр Лазаренко в октябре 1917 года вступил в Красную гвардию, за выступление против Временного правительства 20 октября был арестован, но после установления в городе советской власти 27 октября освобождён. Назначен командиром взвода красногвардейского отряда. В декабре 1917 года участвовал в боях против уральских казачьих частей, которые под командованием генерала М. Н. Бородина прорывались с фронта на земли Уральского казачьего войска.

## Гражданская война
В декабре 1917 года вновь убыл на фронт, где был зачислен во 2-й Атамановский полк, но в конце декабря полк в Ростове-на-Дону был разоружен войсками генерала П. Н. Краснова. После этого вступил в Ростовский красногвардейский отряд и был избран бойцами командиром батареи, в составе этого отряда участвовал в боях с войсками П. Н. Краснова. Участник Гражданской войны с самых первых до самых последних её боёв. В начале 1918 года вступил в отряд Красной армии под командованием Р. Ф. Сиверса, назначен командиром эскадрона, воевал с белогвардейскими войсками под Новороссийском и Царицыном.
В конце июня 1918 года эскадрон И. С. Лазаренко включён в красный конный отряд имени Стеньки Разина, а после гибели в бою командира отряда принял на себя командование, участвовал в боях с восставшим Чехословацким корпусом под Пензой, Сызранью и Уфой. В бою на реке Белой был контужен и долго лечился в госпиталях. С января 1919 года – командир взвода 63-го конного полка, с мая 1919 – командир пулемётного эскадрона 1-го Кубанского Злобинского полка 1-й партизанской кавалерийской бригады Д. П. Жлобы. Воевал на Южном фронте против войск генерала А. И. Деникина. В ноябре-декабре 1919 года вновь находился на лечении в госпитале, после выздоровления зачислен в 1-й Образцовый полк бригады особого назначения командиром пулемётного эскадрона и помощником командира полка по строевой части. В этом полку воевал на Южном фронте под Луганском, Дебальцево, Новочеркасском, Ростовом-на-Дону, Манычем, Екатеринодаром и Новороссийском. 26 марта 1920 года опять был ранен. После излечения направлен командиром взвода в 15-й стрелковый Донской полк. В его составе сражался на Кубани против белого десанта полковника Ф. Д. Назарова у станиц Константиновская и Раздорская, затем против десанта генерала С. Г. Улагая. Особо отличился в бою под хутором Степным, где был разбит отряд генерала Н. Г. Бабиева, за это был представлен к награждению орденом Красного Знамени (тогда награждение не состоялось, по этому представлению был награждён 10 лет спустя). С сентябре 1920 года переведён в 10-й стрелковый полк 1-й бригады 2-й конной дивизии, там назначен начальником пулемётной команды и участвовал в боях с войсками генерала П. Н. Врангеля у Мариуполя, Большого Токмака, Мелитополя, под Александровском и в Крыму (Северно-Таврийская и Перекопско-Чонгарская операции). В начале 1921 года в составе полка сражался с формированиями Н. И. Махно в Таврической губернии, с бандами Попова, Фёдорова, Сычёва в Донецкой губернии. Член РКП(б) с 1921 года.

## Межвоенный период
После окончания войны переведён в 4-й Краснознаменный стрелковый полк (позже переименован в 25-й Краснознаменный Черкасский стрелковый полк), где был начальником пулемётной команды и командиром пулемётной роты. С сентября 1924 по сентябрь 1925 года учился на Стрелково-тактических курсах усовершенствования комсостава РККА имени III Коминтерна «Выстрел», после их окончания вернулся в свой полк. С октября 1926 по март 1927 года служил в Новочеркасске завхозом батальона пополнения войск ОГПУ, затем опять вернулся в свой полк, где служил командиром пулемётной роты, командиром батальона и временно исполнял должность командира полка. С ноября 1931 года – командир 27-го отдельного территориального стрелкового батальона Московского военного округа (Борисоглебск). В 1934 году окончил заочное отделение Военной академии РККА имени М. В. Фрунзе, в 1935 году — разведывательные курсы в Москве. С марта 1935 года – командир разведбатальона 49-й стрелковой дивизии Ленинградского военного округа.
С июля 1937 по февраль 1939 года находился в правительственной командировке, участник Гражданской войны в Испании. Был старшим военным советником командира 5-го корпуса республиканской армии Хуана Модесто, участвовал в сражениях на реке Эбро с июня по ноябрь 1938 года. Был тяжело ранен и после этого отправлен на Родину.
С февраля 1939 года помощник командира 70-й стрелковой дивизии Ленинградского ВО. С июня 1939 года исполнял должность коменданта Карельского укреплённого района. Участвовал в советско-финской войне, за отличия в боях награждён вторым орденом Красного Знамени. В конце января 1940 года назначен командиром 42-й стрелковой дивизии Западного Особого военного округа.
В июне 1940 года получил звание генерал-майора. С ноября 1940 по май 1941 года учился на Высших академических курсах при Военной академии РККА имени М. В. Фрунзе, затем вернулся к командованию дивизией. Дивизия в то время дислоцировалась в Бресте, причём основные её части находились в самой Брестской крепости. В мае-июне 1941 года Лазаренко трижды предлагал командованию вывести дивизию из Брестской крепости, находившейся в зоне обстрела немецкой артиллерии и призвать из запаса приписанных к ней 7000 бойцов, пополнить дивизию недостающими по штату зенитной артиллерией и бронетехникой. Все его предложения были отклонены.

## Великая Отечественная война
В боях Великой Отечественной войны с утра 22 июня 1941 года в составе 4-й армии Западного фронта. Произошло то, об опасности чего он ранее безуспешно предупреждал – части 42-й стрелковой дивизии оказались зажаты мощным артиллерийским огнём внутри Брестской крепости. Тем не менее, приняв всю ответственность на себя, прорвался из крепости утром 22 июня во главе дислоцировавшихся там частей дивизии. Не имея связи с вышестоящими штабами, организовал занятие дивизией рубежей обороны около Бреста, а сам отправился в штаб 28-го стрелкового корпуса за получением дальнейших приказов. Поскольку в заранее определённом планом боевых действий месте этого штаба не оказалось, вернулся на рубеж обороны дивизии и самостоятельно руководил боевыми действиями, а затем организованным отходом частей от рубежа к рубежу. Несмотря на огромные потери, остатки частей дивизии организованно прорвались к своим. Однако позднее был обвинён в «растерянности», «бездействии», в «самовольном убытии в штаб» и том, что «бросил» вверенные ему войска.
9 июля 1941 года был арестован (по другим данным, арестован ещё 4 июля) по инициативе Л. З. Мехлиса (в те дни были также арестованы командующий Западным фронтом Д. Г. Павлов с его штабом и ряд других генералов). Приговором Военной коллегии Верховного суда СССР от 17 сентября 1941 года был признан виновным в совершении преступлений, предусмотренных п."б" статьи 193-17, п."б" статьи 193-20 УК РСФСР, и приговорён к расстрелу. 29 сентября 1941 года Президиум Верховного Совета СССР рассмотрел его прошение о помиловании и заменил расстрел на наказание в виде 10 лет лишения свободы с отбыванием его в исправительно-трудовых лагерях. Направлен для отбывания наказания в один из лагерей на территории Коми АССР в посёлке Кожва. 21 октября 1942 года досрочно был освобождён из лагеря и направлен в распоряжение Военного совета Западного фронта.
В декабре 1942 года назначен заместителем командира 146-й стрелковой дивизией. С января 1943 года – заместитель командира 413-й стрелковой дивизией 50-й армии Западного, с августа Брянского, а с 10 октября – Центрального фронтов. Участвовал в Ржевско-Вяземской 1943 года, Орловской, Смоленской и Брянской наступательных операциях. Был дважды ранен. 13 октября 1943 года командующий 50-й армией генерал-лейтенант И. В. Болдин доложил командующему Центральным фронтом генералу армии К. К. Рокоссовскому своё ходатайство о снятии судимости с И. С. Лазаренко за проявленное мужество и большие заслуги в ходе боевых действий, которое командующий фронтом поддержал. Решением военного трибунала 50-й армии 24 октября 1943 года судимость была снята.
16 ноября 1943 года был назначен командиром 369-й стрелковой дивизией 50-й армии Белорусского фронта. Участвовал в Гомельско-Речицкой и Рогачёвско-Жлобинской наступательных операциях.
Командир 369-й стрелковой дивизией 62-го стрелкового корпуса 49-й армии 2-го Белорусского фронта генерал-майор И. С. Лазаренко проявил выдающийся героизм в ходе Могилёвской фронтовой наступательной операции, составной части Белорусской стратегической операции. Его дивизия прорвала сильно укреплённую оборону противника, форсировала реки Проня и Бася, продвинулась на 25 километров и нанесла врагу большой урон.
В бою 26 июня 1944 года погиб в 4 километрах от деревни Холмы Чаусского района из-за прямого попадания снаряда в машину.
Был представлен командиром корпуса генералом А. Ф. Наумовым к награждению орденом Суворова. Командующий армией генерал И. Т. Гришин повысил награду до ордена Ленина. Командующий фронтом генерал армии Г. Ф. Захаров с ними не согласился и изменил представление на присвоение звания Героя Советского Союза.
Указом Президиума Верховного Совета СССР от 21 июля 1944 года «за образцовое выполнение боевых заданий командования на фронте борьбы с немецкими захватчиками и проявленные при этом отвагу и геройство» генерал-майору Ивану Сидоровичу Лазаренко посмертно присвоено звание Героя Советского Союза.
Был похоронен в Кричеве, затем перезахоронен в Могилёве.

## Реабилитация
24 февраля 2010 года по представлению Главной военной прокуратуры Российской Федерации Военная Коллегия Верховного суда Российской Федерации отменила приговор от 17 сентября 1941 года как «не соответствующий фактическим обстоятельствам дела». В решении суда было указано: «Действия командира дивизии генерал-майора Лазаренко И. С. не входили в противоречие с требованиями действующих в тот момент руководящих документов, соответствовали обстановке и полученным от штаба корпуса приказаниям».

## Воинские звания
- Майор (17.02.1936)
- Полковник (21.01.1939)
- Комбриг (11.02.1940)
- Генерал-майор (04.06.1940)

## Награды

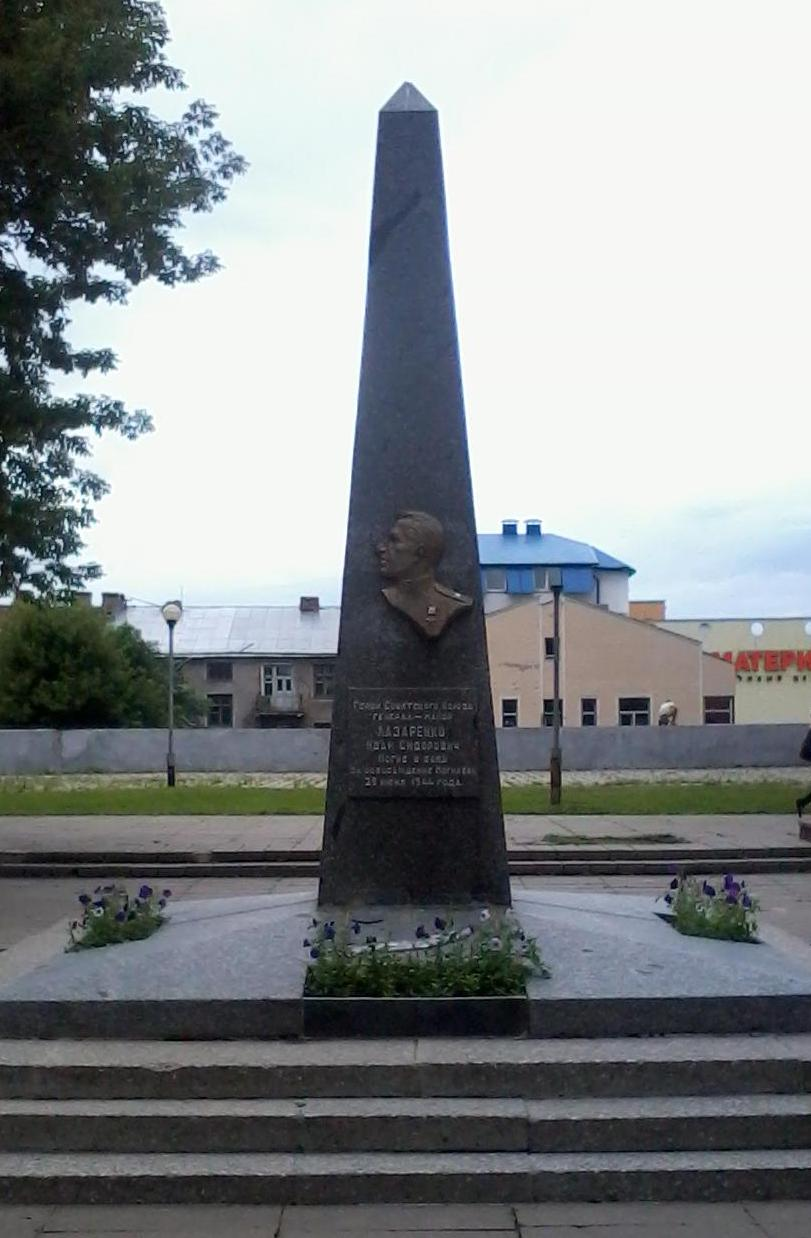
Памятник на могиле генерал-майора Лазаренко в Могилёве.

### Советские награды
- Медаль «Золотая Звезда» Героя Советского Союза (21 июля 1944, посмертно);
- Орден Ленина (21 июля 1944, посмертно);
- Два ордена Красного Знамени (20.02.1928[16][17], 15.01.1940);
- Орден Отечественной войны I степени (8.10.1943);[18]
- Медаль «XX лет РККА» (22.02.1938);
- Наградное оружие (1921).

### Награды Российской империи
- Георгиевский крест I степени;
- Георгиевский крест II степени;
- Георгиевский крест III степени;
- Георгиевский крест IV степени.

## Память
- В Могилёве именем Героя названа улица, на ней установлена мемориальная доска (на фасаде дома № 2). Также имя И. Лазаренко носит сквер в Могилёве.
- В 2010 году бюст Героя установлен в посёлке Волоконовка Белгородской области на территории средней школы, которая также носит его имя[19].
- В 2014 году в Чаусском районе открыт памятник Герою Советского Союза генерал-майору Ивану Лазаренко[20]. Установлен на месте гибели генерал-майора в 1944 году при проведении Могилёвской операции вблизи автодороги, соединяющей деревни Драчково и Холмы.